# Снитко, Иван Дамианович
Иван Дамианович Снитко (1896—1981) — советский инженер-контр-адмирал (1949), участник Первой мировой, Гражданской и Великой Отечественной войн.

## Биография
Родился 7 июля 1896 года в д. Хомск (по другим данным в д. Ополь) Российской империи, ныне Дрогичинского района Брестской области Беларуси. Родная сестра — Надежда, военная медсестра, награждена Георгиевскими крестами трех степеней, мать актёра Глеба Плаксина.
С 1912 по 1914 годы учился в школе морских юнг. В 1915 году окончил классы унтер-офицеров и служил в Кронштадте командиром батареи № 12 на острове Кардос Балтийской флота Российской Империи. Участник Первой мировой войны.
После Октябрьской революции, в период Гражданской войны находился на Балтийском и Северном флотах, был командиром батареи и отряда. В Красной армии с февраля 1918 года.Член РКП(б)/КПСС с 1918. Участник боёв на Петроградском фронте, ликвидации Кронштадтского антисоветского мятежа 1921 года.
Окончил Училище командного состава флота (6.1922), командир артиллерийской башни ЛК "Марат".
В 1924 году Снитко поступил в Военно-морскую академию, по окончании которой был назначен старшим артиллеристом линейного корабля «Парижская Коммуна» Черноморского флота. Весной 1930 года он возглавил артиллерию дивизиона крейсеров Черноморского флота. В октябре 1930—1938 годах — начальник Факультета военно-морского оружия в Военно-морской академии в Ленинграде.
Был репрессирован органами НКВД в 1938—1940 годах. Реабилитирован, восстановлен в кадрах ВМФ и зачислен в распоряжение Управления по командному составу.
С начала Великой Отечественной войны Снитко служил на Балтийском флоте, помощник начальника артиллерии морской обороны Ленинграда и Озёрного района. С 1942 года — начальник полигона и факультета высших офицерских курсов. Награждён орденом Красной Звезды.
В 1943 году награждён  орденом Красного Знамени.
Указом Президиума ВС СССР от: 31.05.1943 года инженер-капитан 1-го ранга награждён орденом Отечественной войны 1-й степени за умелое управление артиллерией полигона,приведшее к деморализации войск противника и  захвату 1-го и 2-го городков.
В январе 1944 года обеспечивал наступление сухопутных войск при прорыве блокады Ленинграда, средствами 4-й артиллерийской группы.
Указом Президиума ВС СССР от: 03.11.1944 года инженер-капитан 1-го ранга Снитко награждён орденом Красного Знамени за выслугу лет. Награждён медалью "За оборону Ленинграда".
Указом Президиума ВС СССР от: 21.02.1945 года награждён орденом Ленина за выслугу лет.
21.09.1945 года награждён медалью "За победу над Германией".
С 1954 года Иван Дамианович Снитко находился в отставке. Умер 9 февраля 1981 года. Похоронен на Пороховском кладбище в Ленинграде.

## Награды
- Награждён орденом Ленина (21.02.1945), тремя орденами Красного Знамени (?, 1943, 1944), двумя орденами Красной Звезды(1942,?) и медалями, среди которых «За оборону Ленинграда» (1944).

## Память
- Именем И. Д. Снитко названа улица на его родине — в деревне Хомск Дрогичинского района.